# Hans-Peter Rodenberg
Hans-Peter Rodenberg (* 1952 in Bremen) ist ein deutscher Amerikanist.

## Leben
Rodenberg studierte Kunstgeschichte, Philosophie und Amerikanistik an der Hochschule für Bildende Künste Braunschweig und der University of California at Los Angeles. 1979 legte er das erste Staatsexamen in Kunstwissenschaft und Amerikanistik (TU Braunschweig und Hochschule für Bildende Künste Braunschweig) mit einer Arbeit zum Thema „Street Murals in Los Angeles“ ab, 1982 wurde er an der TU Braunschweig promoviert mit einer Dissertation zur Lyrik von Allen Ginsberg, Gary Snyder, Bob Dylan, Leonard Cohen und Jim Morrison. Das zweite Staatsexamen erfolgte in Hamburg, 1988 die Habilitation an der Universität Osnabrück über das Bild des amerikanischen Indianers in der amerikanischen Geschichte und Kultur. Er hatte Lehraufträge an der Hochschule für Bildende Künste Braunschweig, der TU Braunschweig und den Universitäten Bremen und Hamburg. Seit 1994 lehrt er als Professor für Film, Neue Medien und American Cultural Studies an der Universität Hamburg. Er war Redakteur und Filmemacher von 1986 bis 1994 beim NDR-Fernsehen in der Abteilung Kultur, seitdem ist er freier Dokumentar-Regisseur. Er hatte Gastprofessuren an der Royal University of Phnom Penh – Dept. of Media and Communication, Phnom Penh/Kambodscha (2005, 2007, 2009), Academy of Theatre and Cinema, Hanoi/Vietnam (2006, 2011), Academy of Journalism and Communication, Hanoi/Vietnam (2008, 2011, 2013). Er war External Examiner Journalism: University of East London (2007–2011) und Middlesex University (2013–).

## Schriften (Auswahl)
- Subversive Phantasie. Untersuchungen zur Lyrik der amerikanischen Gegenkultur 1960-1975 Allen Ginsberg, Gary Snyder, Bob Dylan, Leonard Cohen, Jim Morrison. Gießen 1983, ISBN 3-88349-253-1.
- Der imaginierte Indianer. Zur Dynamik von Kulturkonflikt und Vergesellschaftung des Fremden. Frankfurt am Main 1994, ISBN 3-518-11807-2.
- Ernest Hemingway. Eine Biographie. Rowohlt, Reinbek bei Hamburg 1999, ISBN 3-499-50626-2.
- See in Not. Die größte Nahrungsquelle des Planeten: Eine Bestandsaufnahme. MareVerlag, Hamburg 2004, ISBN 978-3-936384-49-9.
- Marlene und Ernest. Eine Romanze. Frankfurt am Main 2012, ISBN 3-458-35794-7.